# Smlouvání

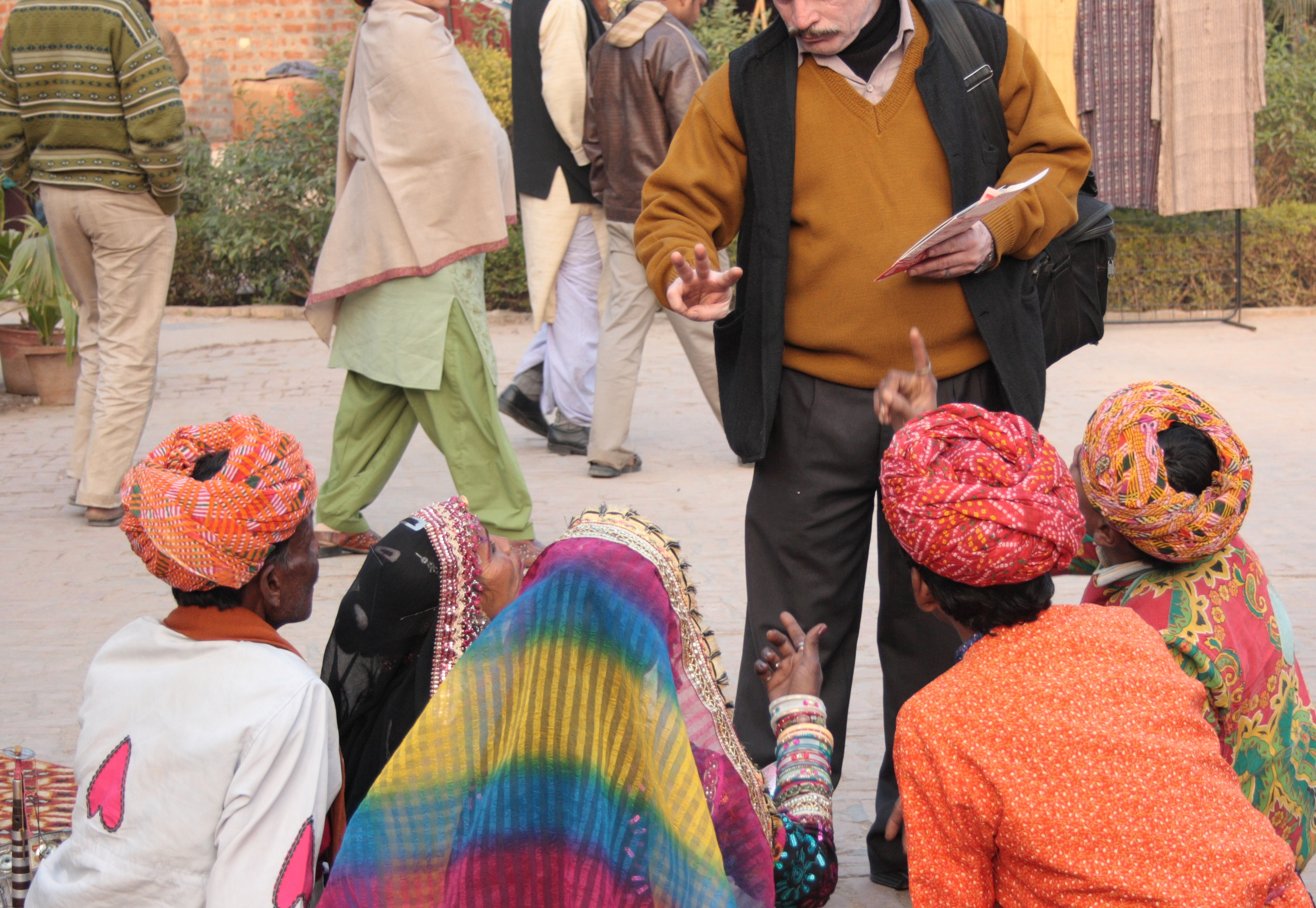
Smlouvání v Indii

Smlouvání je akt odehrávající se při obchodní transakci, jehož účelem je stanovit konečnou cenu zboží.
Během smlouvání se kupující snaží cenu zboží co nejvíce snížit, prodejce se naopak snaží, aby cena zůstala co nejvyšší. Smlouvání je typické pro tržiště, pouliční prodej a podobné typy prodeje. V některých zemích (Čína, Turecko) lze smlouvat i v některých kamenných obchodech, ale zpravidla se jedná o obchody zaměřené na turisty.
V Česku a Evropě obecně se nesmlouvá prakticky nikde, či pouze výjimečně na bleším trhu nebo s pouličními prodavači nabízejícími padělky či suvenýry. Naopak pro asijskou či arabskou kulturu je smlouvání typické a na tržištích velmi rozšířené. Často je dokonce akceptování první ceny urážkou prodejce.